# Lochmoor Waterway Estates
Lochmoor Waterway Estates ist ein census-designated place (CDP) im Lee County im US-Bundesstaat Florida.
Das U.S. Census Bureau hat bei der Volkszählung 2020 eine Einwohnerzahl von 5828 ermittelt.

## Geographie
Lochmoor Waterway Estates liegt am Caloosahatchee River und grenzt direkt an Cape Coral. Auf der anderen Flussseite befindet sich Fort Myers. Tampa liegt etwa 190 Kilometer und Miami 240 Kilometer entfernt.

## Demographische Daten
Laut der Volkszählung 2010 verteilten sich die damaligen 4204 Einwohner auf 2287 Haushalte. Die Bevölkerungsdichte lag bei 724,8 Einw./km². 93,2 % der Bevölkerung bezeichneten sich als Weiße, 2,0 % als Afroamerikaner, 0,4 % als Indianer und 1,5 % als Asian Americans. 1,4 % gaben die Angehörigkeit zu einer anderen Ethnie und 1,4 % zu mehreren Ethnien an. 7,1 % der Bevölkerung bestand aus Hispanics oder Latinos.
Im Jahr 2010 lebten in 23,2 % aller Haushalte Kinder unter 18 Jahren sowie 38,2 % aller Haushalte Personen mit mindestens 65 Jahren. 66,4 % der Haushalte waren Familienhaushalte (bestehend aus verheirateten Paaren mit oder ohne Nachkommen bzw. einem Elternteil mit Nachkomme). Die durchschnittliche Größe eines Haushalts lag bei 2,27 Personen und die durchschnittliche Familiengröße bei 2,71 Personen.
19,6 % der Bevölkerung waren jünger als 20 Jahre, 16,3 % waren 20 bis 39 Jahre alt, 31,1 % waren 40 bis 59 Jahre alt und 33,0 % waren mindestens 60 Jahre alt. Das mittlere Alter betrug 51 Jahre. 49,3 % der Bevölkerung waren männlich und 50,7 % weiblich.
Das durchschnittliche Jahreseinkommen lag bei 49.079 $, dabei lebten 4,9 % der Bevölkerung unter der Armutsgrenze.
Im Jahr 2000 war Englisch die Muttersprache von 96,77 % der Bevölkerung, Spanisch sprachen 2,10 % und 1,12 % hatten eine andere Muttersprache.